# Клятва подданного страны императора
Кля́тва по́дданного страны́ импера́тора (яп. 皇國臣民ノ誓詞 Ко:коку симмин-но сэйси, в современной орфографии — 皇国臣民の誓詞) — клятва, введённая японским колониальным правительством в Корее в 1937 году в рамках политики ассимиляции. Проект клятвы был составлен корейцем Ли Гакчоном, служащим аппарата генерал-губернаторства. Предполагалось, что корейцы выучат текст «Клятвы» наизусть и будут её декламировать в школах и на торжественных собраниях.

## Текст клятвы
Различалось два текста «Клятвы»: для детей и взрослых.
Текст «Клятвы» для детей:

Мы — подданные великой Японской империи.

Мы всей душой преданы Его Величеству императору.

Мы перенесем все трудности и будем прекрасными и сильными гражданами.
Оригинальный текст (яп.)
私共ハ、大日本帝國ノ臣民デアリマス。

私共ハ、心ヲ合ワセテ天皇陛下ニ忠義ヲ盡シマス。

私共ハ、忍苦鍛錬シテ立派ナ強イ國民トナリマス。

Текст «Клятвы» для взрослых:

Мы — подданные страны императора. Своей верностью мы отблагодарим страну и правителя.

Мы — подданные страны императора — будем вместе, с доверием и любовью друг к другу.

Мы — подданные страны императора — перенесем все трудности, будем сильными и пойдем по Имперскому пути.
Оригинальный текст (яп.)
我等ハ皇國臣民ナリ、忠誠以テ君國ニ報ゼン。

我等皇國臣民ハ互ニ信愛協力シ、以テ團結ヲ固クセン。

我等皇國臣民ハ忍苦鍛錬力ヲ養イ以テ皇道ヲ宣揚セン。